# Yuanshi Tianzun
Cette page contient des caractères spéciaux ou non latins. S’ils s’affichent mal (▯, ?, etc.), consultez la page d’aide Unicode.

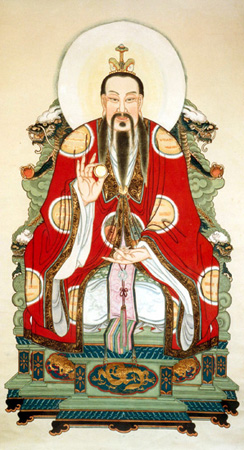
YuanshiTianzun

Yuanshi Tianzun (chinois : 元始天尊 ; pinyin : Yuánshǐ Tīanzūn ; Wade : Yüan Shih Tian Tsun ; EFEO : Yuen Che T'ien Tsuen ; litt. « Le Vénérable Céleste du Commencement Originel ou Vénérable Céleste de l'Origine Première ») ou en japonais Genshi Tenzon (元始天尊) est le dieu suprême de la triade taoïste. 
Dieu Suprême de la Triade Taoïste, des Sanqing (三清, « Trois Purs »), comprenant aussi : Lingbao Tianzun (靈寶天尊, « Vénérable Céleste du Trésor Spirituel »), appelé aussi Daojun (道君, « Prince de la Voie ») et Shenbao Tianzun (神寶天尊, « Vénérable Céleste du Trésor du Ciel ») ou bien Taishang Laojun (太上老君, « Vieux Seigneur de la Hauteur Suprême »), plus connu sous le nom de Laozi (老子, « Vieil Enfant ») ou Laojun (老君, « Vieux Seigneur »). Maître incontesté du Premier des Trois Grands Cieux, le Yuqing (玉清, « Pureté de Jade » ou Yuqing Shenjing (玉清聖境, « Saint Royaume de la Pureté de Jade »), il a sous ses ordres, tous les Saints du Ciel (聖人, Shengren)  […] « tous, quel que soit leur grade, quelle que soit leur dignité ou leur fonction, sont honorés du titre de Shengren (聖人, « Saints »). »

## Origines
Yuanshi Tianzun (元始天尊) est une divinité primitive pour les Taoïstes, il remplace le Dieu Suprême de la religion ancienne, l'antique Duc du Ciel (天公, Tiangong), il est très éloigné des affaires humaines et l'on ne lui rend pratiquement aucun culte, lui préférant Yuhuang (玉皇, « Empereur de Jade » avec lequel il est souvent confondu, voire assimilé. C'est pourquoi on lui prête plusieurs noms et qu'il existe plusieurs versions de sa naissance.
Il n'aurait ni origine, ni maître, (ses supposées origines restent assez floues) mais serait le Principe de tous les êtres, c'est pourquoi on l'appelle le Premier Principe (一元, Yiyuan). Primitivement, Yuanshi Tianzun ne faisait pas partie de la Triade Taoïste ; il résidait au-dessus des Trois Cieux, au-dessus même des Sanqing les Trois Purs, survivant aux destructions et aux rénovations de l'univers.
Il s'appellerait Lejingxin (樂靜信) et serait né avant toute origine, sa substance serait impérissable, « formée essentiellement par l'air incréé, l'air a se, invisible et sans limites perceptibles ». Nul n'a pu remonter jusqu'au commencement de son existence. Source de toute vérité, c'est encore lui, qui, à chaque rénovation des mondes, c'est-à-dire à chaque nouveau kalpa, enseigne la mystérieuse doctrine qui confère à l'immortalité. Tous ceux qui parviennent à cette connaissance, montent par degrés à la vie éternelle, se subtilisent à la manière des Esprits (神, Shen) ou deviennent Immortels en plein jour (仙, Xian).
Yuanshi Tianzun (« Vénérable Céleste de l'Origine Première ») était le premier à avoir régné sur le Ciel, mais il a depuis longtemps cédé sa charge à son disciple, Yuhuang Tianzun (玉皇天尊, « Vénérable Céleste Auguste de Jade »), qui serait donc le Dieu Suprême actuel, et qui par la suite, passera la main à son tour, au Jinque Yuchen Tianzun (金闕玉晨天尊, « Vénérable Céleste de l'Aurore de Jade de la Porte d'Or »). 
Il s'appellerait Yuanshi Tianwang (元始天王 et serait le descendant du Dieu Originel, Pangu (盤古).

## Attributs
Ce nouveau Maître de l'Univers porte donc plusieurs noms : le plus communément admis est (元始天尊 Yuanshi Tianzun) Vénéré Céleste du Commencement Originel et (天寶 Tianbao) Trésor du Ciel ;(樂靜信 Lejingxin) Heureux Paisible Confiant ou (元始 Yuanshi) Commencement Originel et (元始天王 Yuanshi Tianwang) Roi Céleste du Commencement Originel et enfin,(玉清大帝 Yuqing Dadi) Grand Dieu de la Pureté de Jade ou Grand Dieu du Yuqing (le Premier des Trois Grands Cieux sur lequel il règne).Cet Empereur du Ciel est représenté comme un Monarque, il porte la couronne, est vêtu comme un grand seigneur, il est assis paisiblement sur un trône lui-même reposant sur un socle richement décoré ; ses mains sont jointes en adoration ou la droite tenant une perle entre les doigts et la gauche reposant sur les genoux et il porte de longs favoris et moustaches, le tout auréolé de gloire.

## En Chine
Cet Empereur tout puissant, incréé, inaccessible n'a pratiquement pas de culte rendu ou de temples à son nom, les Chinois lui préférant (玉皇 Yuhuang) l'Empereur de Jade.

## Au Japon
Le mangaka Ryu Fujisaki dans son Hoshin Engi (Soulhunter), une reprise du Fengshenyanyi l'Investiture des Dieux, en fait un Vieillard, Patriarche des Immortels vivant sur le Mont Kunlun (崑崙), grand, vêtu de blanc et à la longue barbe blanche, accompagné d'un animal ridicule nommé Grue Blanche (la monture des Immortels).

## Mangas et anime japonais
- Ryu Fujisaki, Hoshin Engi (Soulhunter)

## Biographie
- Henri Maspero, Le Taoïsme et les Religions chinoises (éditions Gallimard, 1971)
- Wu Cheng'en, Xiyouji, La Pérégrination vers l'ouest édition de André Lévy (la Pléïade, 1991)
- Père Henri Doré, Recherches et Superstitions en Chine, le Panthéon Chinois (éditions You Feng, 1995) vol. 6 et 9
- Jacques Pimpaneau, Chine Mythes et Dieux de la Religion Populaire (éditions Philippe Picquier, 1999)